# Haagse transformatorzuil

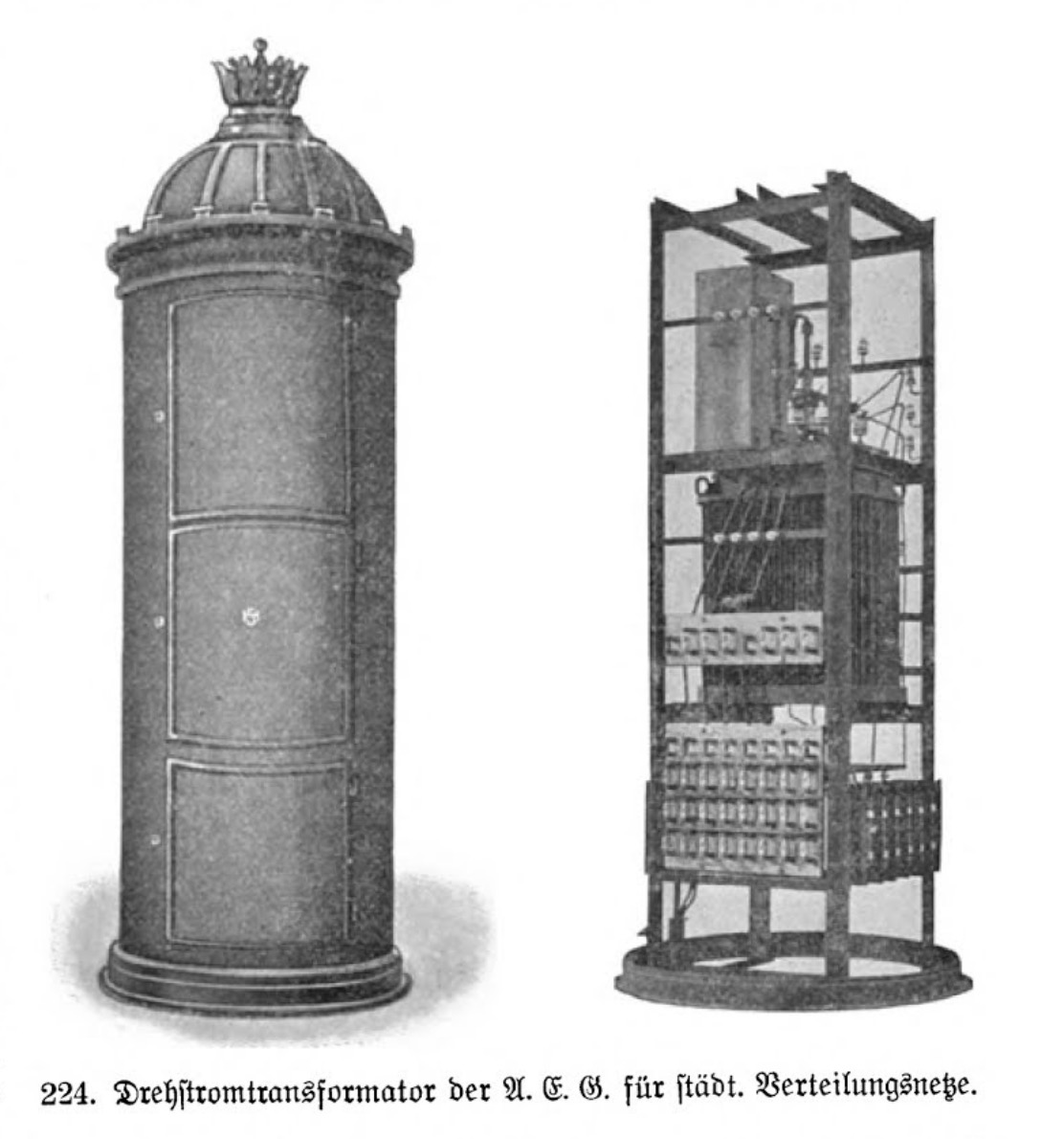
Draaistroomtransformator van A.E.G. voor stedelijke electriciteitsnetten

De Haagse transformatorzuil is een model transformatorzuil die werd geplaatst bij de oprichting van de gemeentelijke Energiecentrale in Den Haag in 1906.
De installaties werden geleverd door AEG. De zuilen dienden als transformatorstations binnen het elektriciteitsnet waarbij ze een spanning van 3.000 volt omzetten naar 127 volt dat via verdeelkasten naar de huishoudens werd geleid.
In 1906 werden 53 stuks geplaatst. In 1909 stonden er 65, in 1919 110, in 1925 151, in 1934 222 en in 1944 228. De zuilen zijn 5,60 meter hoog en staan op een bakstenen fundering. De buitenmantel is gemaakt van gewalst plaatstaal en heeft boven elkaar drie luiken voor onderhoud. De zuilen hebben een koepeldak van zink.
Vanaf 1956 werd overgeschakeld naar 10.000 volt en de hiervoor benodigde transformatoren pasten niet in de behuizingen waardoor ze uit het straatbeeld verdwenen. In 1981 werd het laatste exemplaar van het net ontkoppeld. Vijf exemplaren zijn op straat overgebleven en zijn alle een gemeentelijk monument. Deze bevinden zich op het Korte Voorhout, Lange Voorhout, Tournooiveld, Emmapark en Vondelstraat. Het exemplaar op het Korte Voorhout bevond zich voorheen aan de Nieuwe Haven en is door de gemeente in 2000 overgeplaatst.
De zuilen werden in de begintijd opgeleverd met aan de bovenkant een gravenkroon met parels. In 1923 besloot de gemeente dat de kroon “volkomen zinloos en storend” was en werd niet langer gemonteerd. De zuil op de Lange Voorhout is de enige waarop een kroon gemonteerd is. Aan de Verheeskade bevindt zich voor het kantoor van energieleverancier Eneco sinds 1998 een goudversierde zuil gemaakt door het kunstenaarsduo Griffin Kommer.

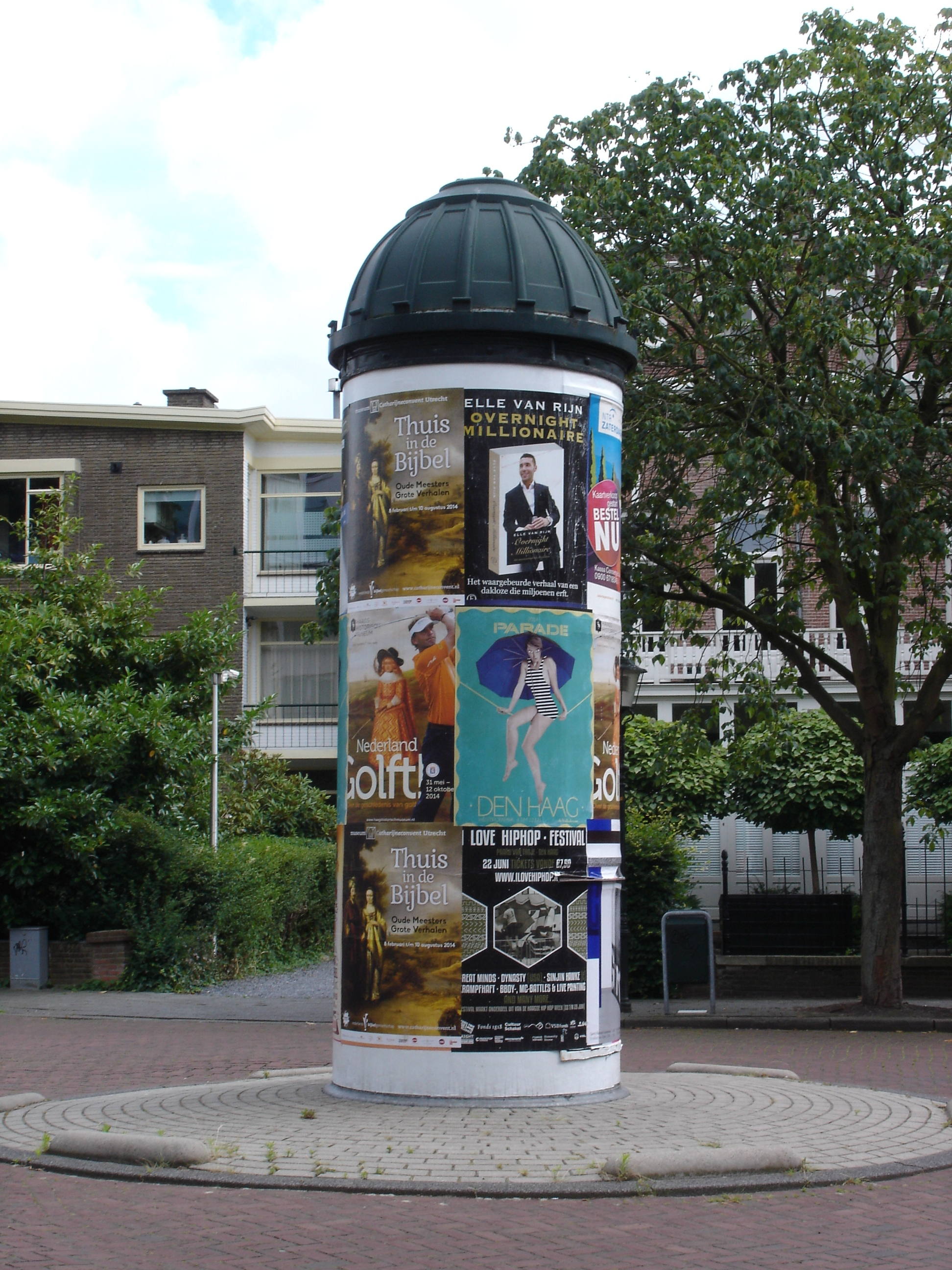
Emmapark
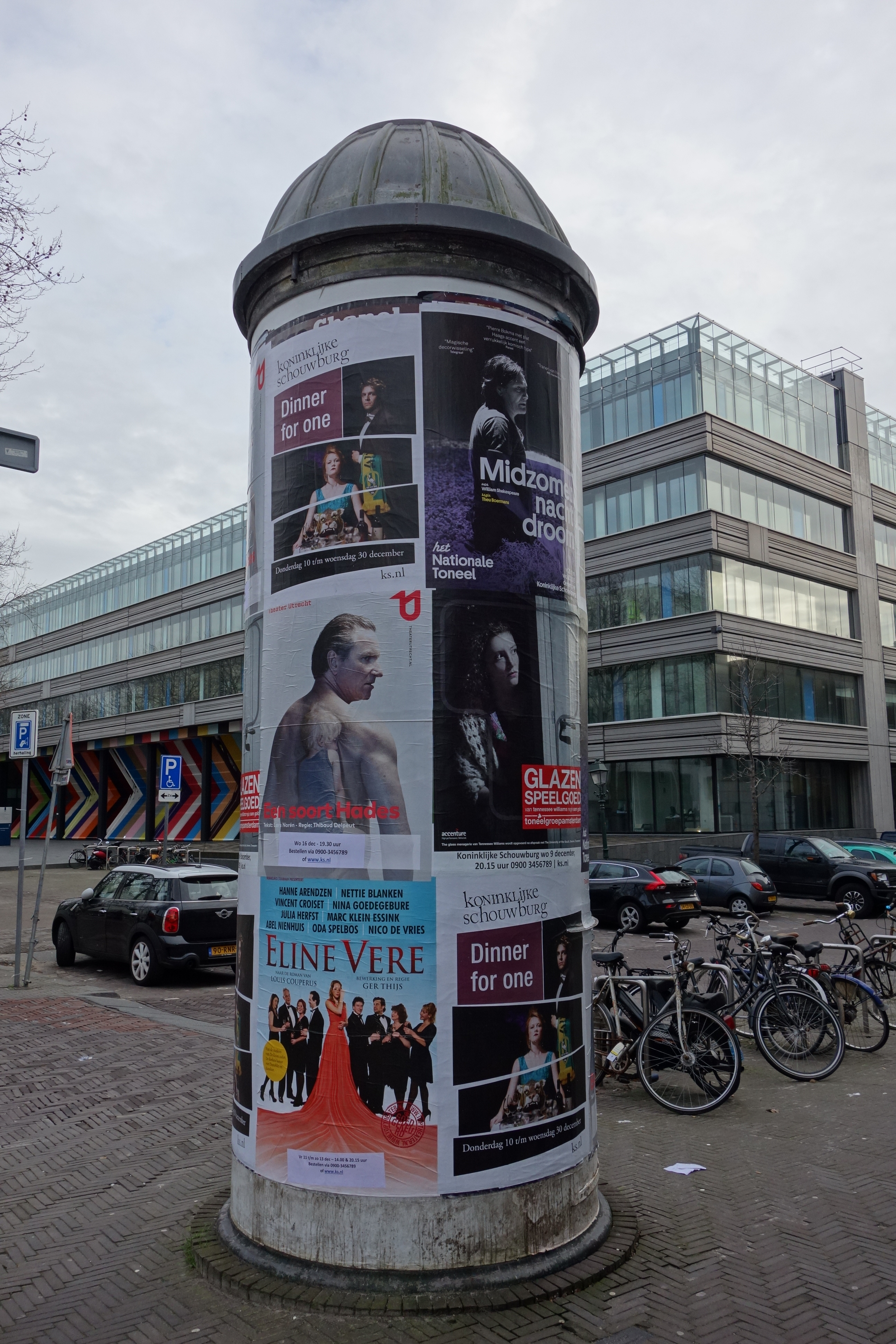
Korte Voorhout
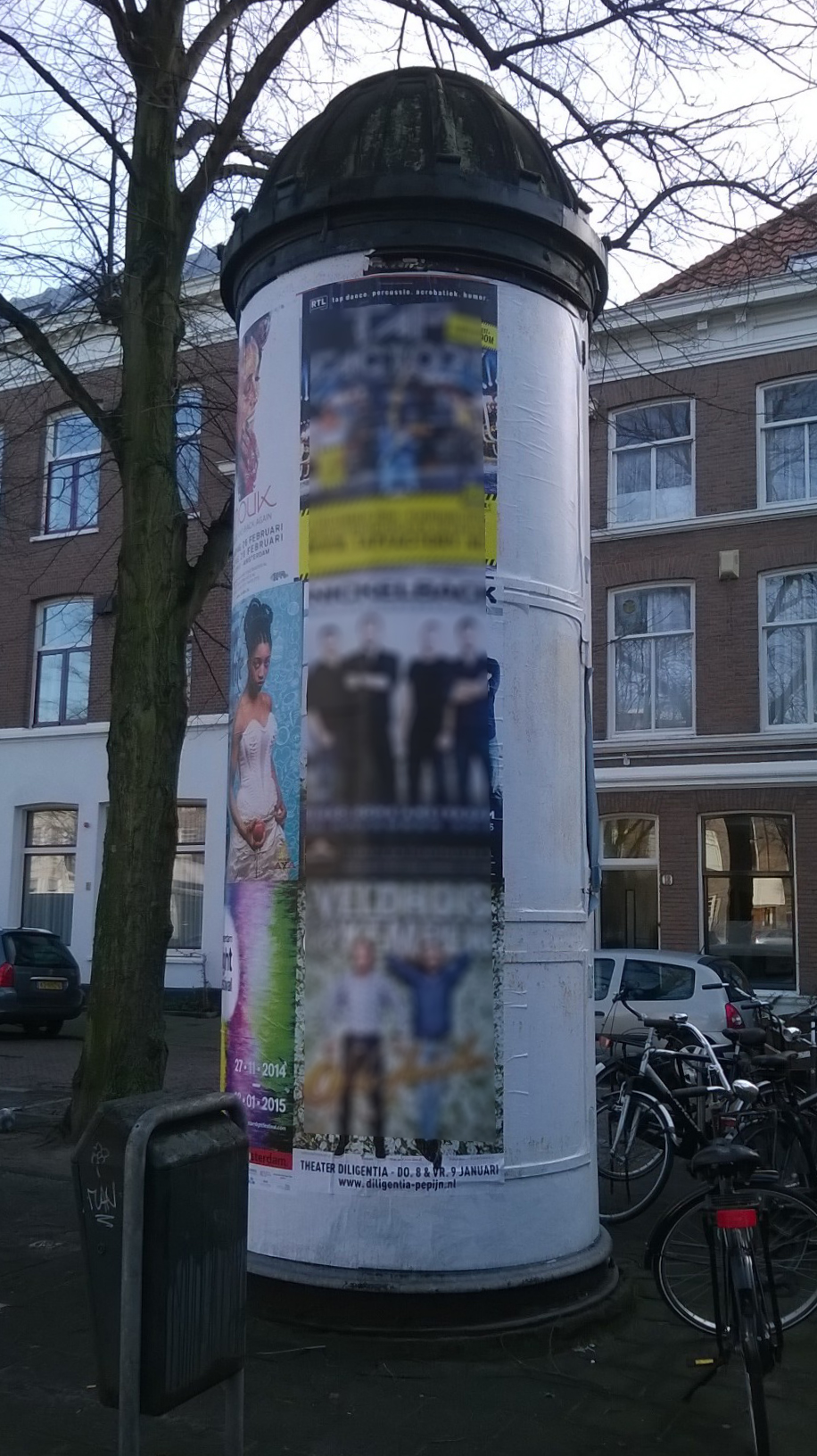
Vondelstraat
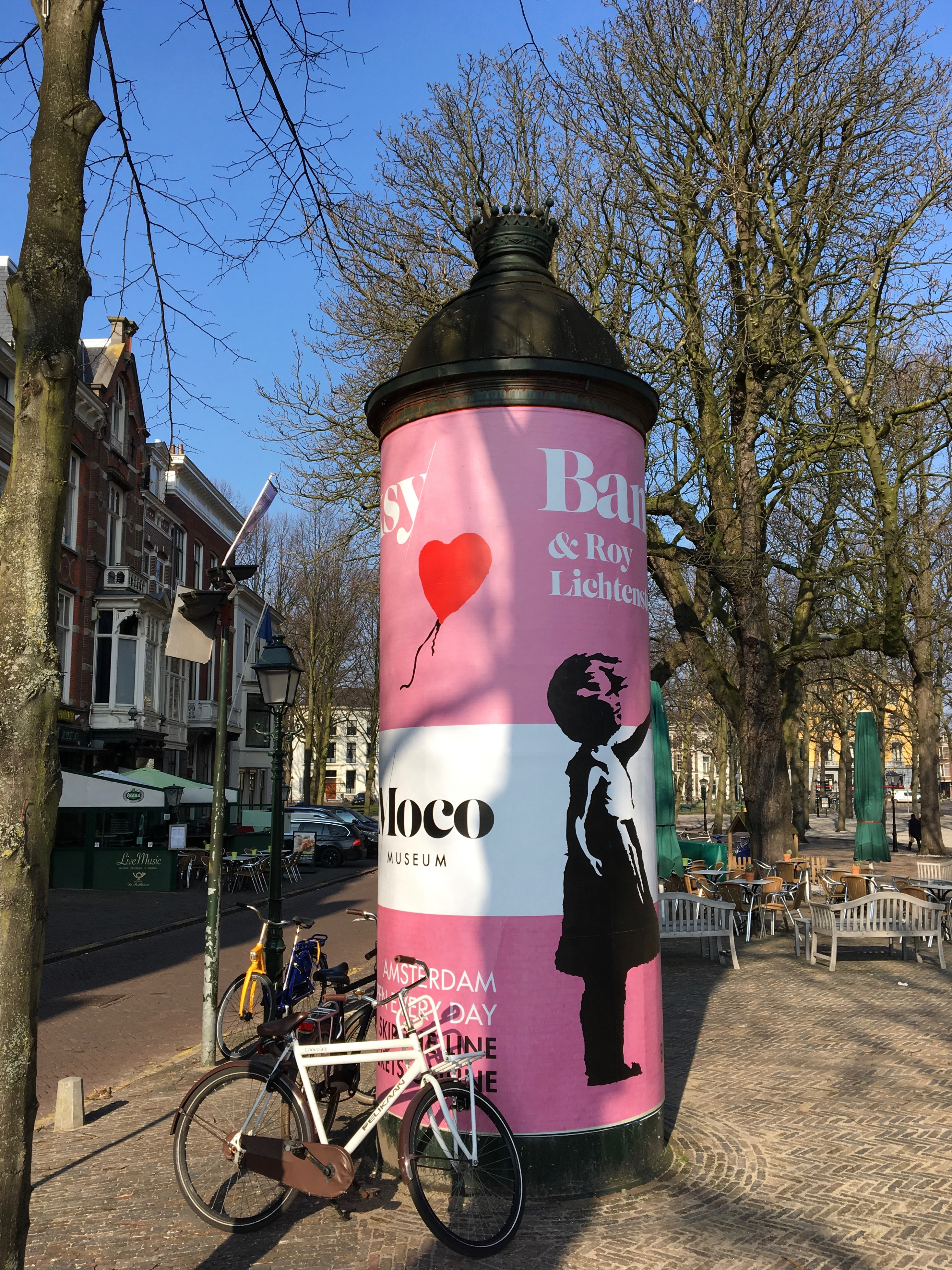
Lange Voorhout
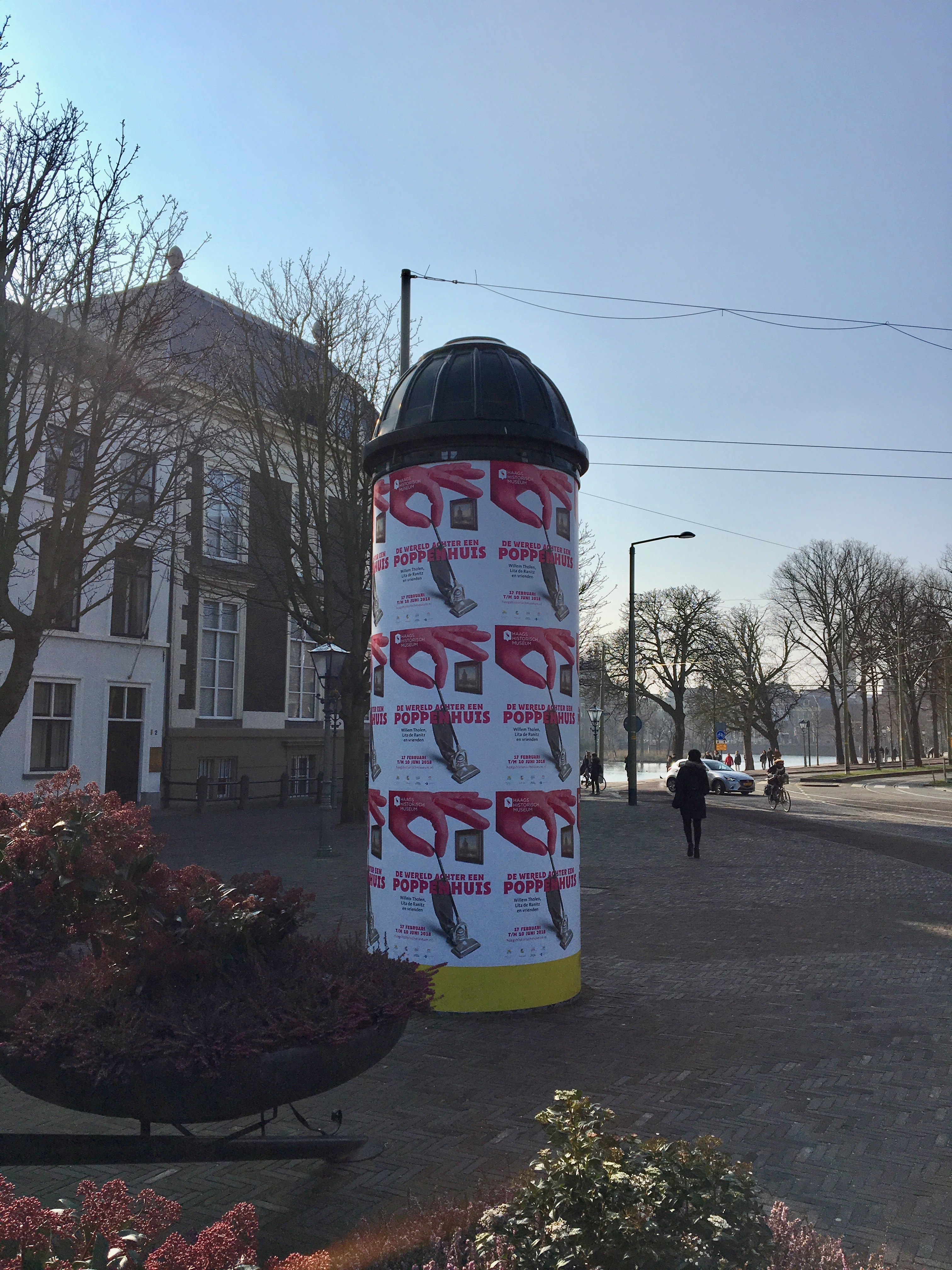
Tournooiveld
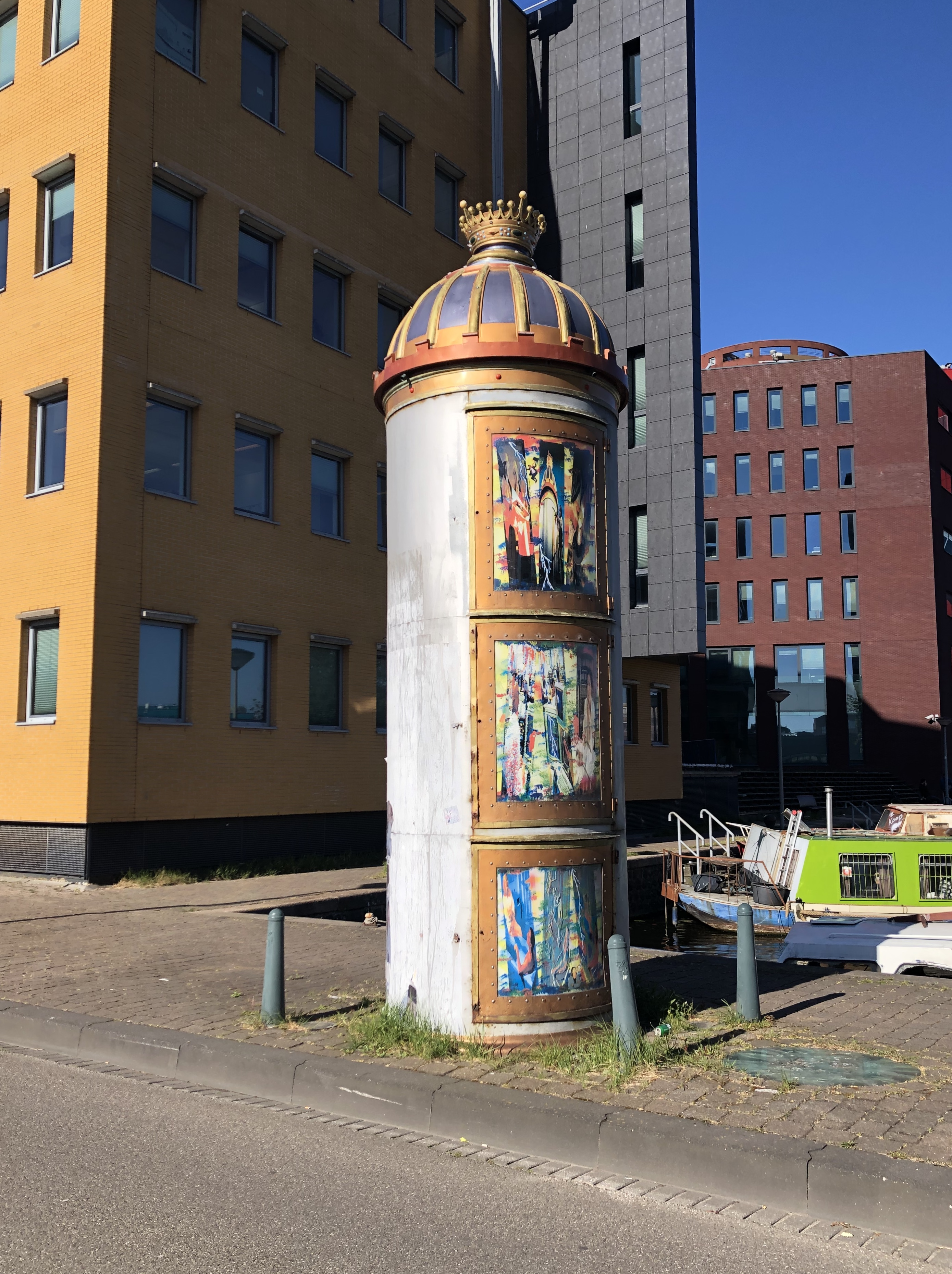
Verheeskade

Gravenkroon
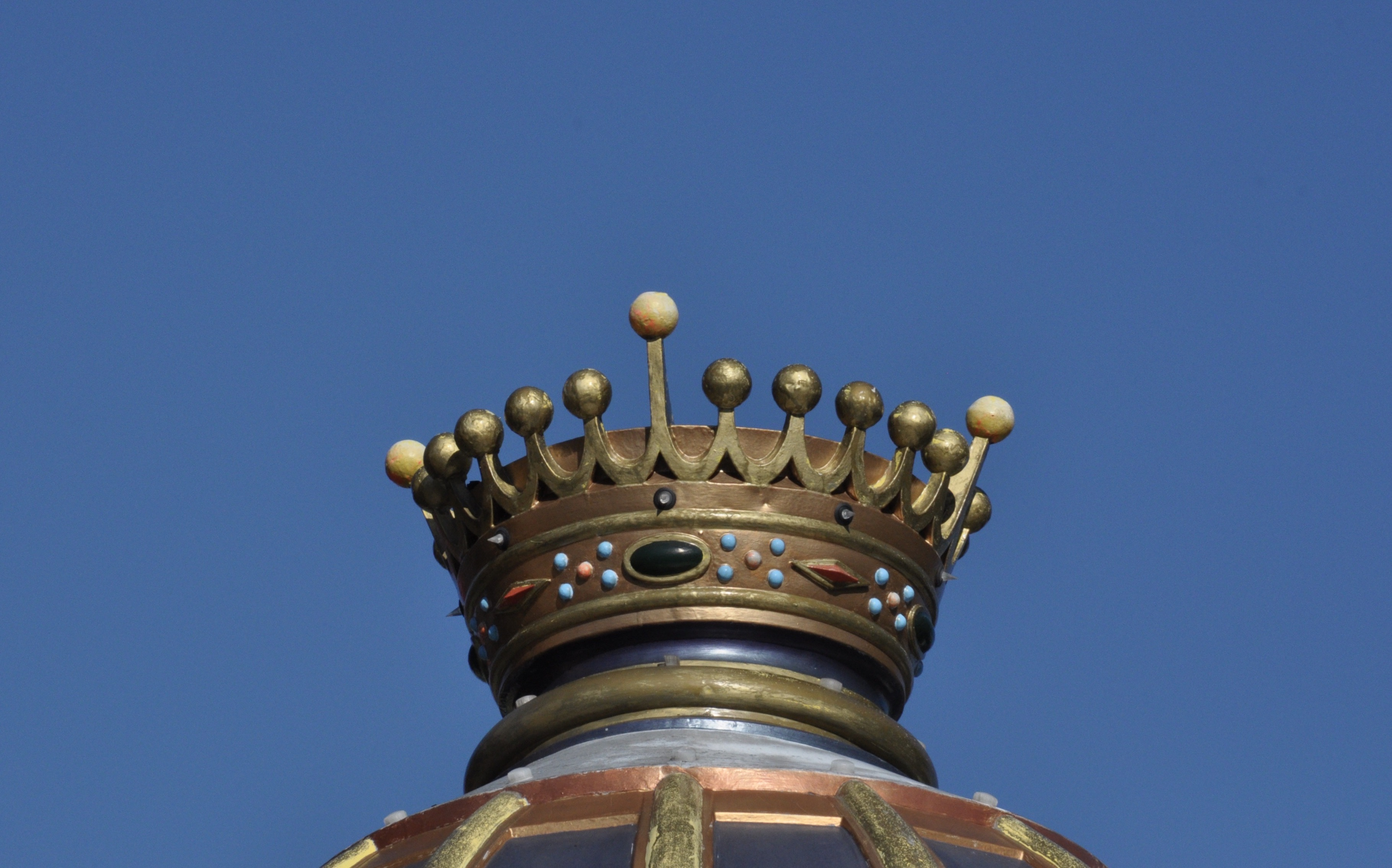
Goudgekleurde gravenkroon op de Verheeskade